# Araripescorpius ligabuei
Araripescorpius
Genre
Espèce
Araripescorpius ligabuei, unique représentant du genre Araripescorpius, est une espèce fossile de scorpions de la famille des Chactidae.

## Répartition
Cette espèce a été découverte dans la formation Crato au Ceará au Brésil. Elle date du Crétacé.

## Étymologie
Cette espèce est nommée en l'honneur de Giancarlo Ligabue.

## Publication originale
- (pt-BR) Campos, « Primeiro registro fossil de Scorpionoidea na Chapada do Araripe (Cretaceo Inferior), Brasil », Anais da Academia Brasileira de Ciencias, 1986, vol. 58, no 1, p. 135-137.